# Jean Moser
Jean Moser (sinh ngày 23 tháng 6 năm 1993) là một cầu thủ bóng đá người Brasil.

## Sự nghiệp câu lạc bộ
Jean Moser đã từng chơi cho Zweigen Kanazawa và Tochigi SC.